# Parafia św. Izydora i św. Jadwigi Śląskiej w Alojzowie
Parafia św. Izydora i św. Jadwigi Śląskiej w Alojzowie – jedna z 10 parafii dekanatu iłżeckiego diecezji radomskiej. 

## Historia
24 stycznia 1936 spłonął pochodzący z 1706 modrzewiowy kościół parafialny w Krzyżanowicach. Do parafii tej należał Alojzów, którego mieszkańcy już jesienią 1936 r. wybudowali tymczasową kaplicę drewnianą. Ten proces samodzielności oraz niebezpieczeństwo odejścia do „sekciarzy" doprowadził do utworzenia parafii w Alojzowie. Została ona erygowana 1 października 1937 przez bp. Jana Kantego Lorka z wydzielonych wiosek par. Krzyżanowice. Kościół pw. św. Izydora był drewniany i zbudowano go w latach 1937–1938 według projektu radomskiego arch. Alfonsa Pinno, staraniem ks. Jana Chałupczaka. W latach 1984–1986, staraniem ks. Piotra Skwirowskiego, wzniesiono obecną świątynię pw. św. Izydora i św. Jadwigi Śląskiej według projektu arch. Mirosława Holewińskiego i konstr. Krzysztofa Radwańskiego. Świątynię poświęcił bp Walenty Wójcik 28 czerwca 1987. Konsekracji świątyni dokonał bp Marian Zimałek 10 czerwca 1990. Kościół jest murowany z cegły czerwonej, ma dach kryty blachą ocynkowaną.

## Proboszczowie
- 1937–1945 – ks. Jan Chałupczak
- 1945–1952 – ks. Julian Arlitewicz
- 1952–1958 – ks. Juliusz Chyżewski
- 1958–1963 – ks. Stefan Gawroński
- 1963–1969 – ks. Bolesław Sałata
- 1969–1980 – ks. Henryk Karbownik
- 1980–1982 – ks. Zygmunt Jeziorski
- 1982–1993 – ks. Piotr Skwirowski
- 1993–2002 – ks. kan. Marian Magdziak
- 2002–2010 – ks. Henryk Kołaziński
- od 2011 – ks. Janusz Wach

## Zasięg parafii
Do parafii należą wierni z miejscowości: Alojzów, Bujak, Florencja (część), Kajetanów, Modrzejowice (część), Pieńki, Płudnica (część), Walentynów, Zalesie.